# Повернення до раю
«Повернення до раю» (англ. Return to Paradise) — американський фільм режисера Джозефа Рубена 1998 року.

## Сюжет
Троє близьких друзів — Джон, Тоні і Льюїс — вирішили разом провести відпустку в Малайзії. Екзотичний острів, жінки, випивка, трохи наркотиків — райське життя!
Джон і Тоні повертаються додому, у Штати, а Льюїс залишається, щоб присвятити себе вивченню тропічної фауни. Проте в бунгало, яке знімали друзі, місцева поліція виявила забуті наркотики.
Льюїс заарештований і, за малазійськими законами, на нього чекає страта. Врятувати його можуть тільки Джон і Тоні.

## У ролях
- Вінс Вон — Джон 'Шериф' Волгечерев
- Енн Гейч — Бет Істерн
- Хоакін Фенікс — Льюїс Макбрайт
- Девід Конрад — Тоні Крофт
- Віра Фарміґа — Керрі
- Нік Сендов — Равітч
- Джада Пінкетт-Сміт — М.Дж. Мейджор